# 피크민 2
《피크민 2》(PIKMIN2)는 2004년 4월 29일에 닌텐도로부터 발매된 게임큐브용 소프트 "피크민" 속편으로서 발매되었다. 마리오 시리즈나 젤다 시리즈로 유명한 미야모토 시게루가 참여했다.

## 스토리
전작으로 올리마가 타는 돌핀호가 유성에 충돌해, 미지의 혹성에 불시착하지만, 피크민의 힘을 빌려 수복하는 일에 성공하여 직장의 호코타테 운송에 무사하게 돌아온 후의 이야기이다. 올리마가 없는 동안에 신입 사원의 루이가 골덴피크피크당근을 배달 중에 우주 토끼에게 습격당해 모두 먹혀버린 것으로 호코타테 운송은 10100 포크라고 하는 막대한 빚을 지게되어 도산 직전의 위기에 빠져 있었다.
여기서 올리마가 꺼낸 피크민별로부터의 선물(병뚜껑)이 100 포크라고 하는 상당한 가치가 있는 것으로 판명되어, 본 사장이 이것으로 빚을 갚을 수 있을것이라며 매우 기뻐해, 그는 그 별로부터 돌아온 지 얼마 안 된 올리마에 루이를 수반해 그 피크민의 별에 있는 「보물」을 모아 돌아오도록 명령했다.
올리마는 또 다시 그 별에 유턴 해야 하게 되었던 것이다. 올리마는 돌핀호가 팔아져 버렸기 때문에, 회사 창설 이래부터 있는 돌핀호의 초기 타입인 로켓을 타 워프를 반복해 마침내 그 별에 도착했다.
그런데, 이번은 그 별로 무엇이 일어나는 것일까. 피크민은 올리마의 일을 기억하고 있을까.

## 소개
기본적인 시스템은 전작을 계승하고 있지만 주인공 올리마 와는 별로 새로운 조작 캐릭터 루이가 더해졌다. 양 캐릭터를 바꾸어 조작하는 것이 가능하게 되었다.
예를 들어, 다른 한쪽의 캐릭터에게는 장애물 철거를 시키고 주인공을 바꾸어 다른 한쪽의 캐릭터로 별 행동을 취하는 것이 가능하게 되는 등, 피크민시리즈의 매력인 공동 작업, 역할 분담이라고 하는 전략 면이 향상했다.
빨간색, 파란색, 노란색 피크민에 더하여 새롭게 보라색, 흰색 피크민이 추가되었다. 또한 적 캐릭터의 종류도 다양해졌다.
빨강 피크민은 불을 견딜수 있으며 보라피크민 다음으로 데미지가 세고, 파랑 피크민은 물을 건너갈 수 있다. 노랑 피크민한테는 전기가 통하지 않으며 올리마나 루이가 던지면 다섯 피크민 중에서 가장 높이 날아갈 정도로 가볍다. 보라 피크민은 다섯 피크민 중 가장 무겁지만, 적에게 던져 엄청난 데미지를 줄 수 있다. 그리고 보물을 옮길 때 피크민 10마리분의 일을 한다. 하양 피크민은 독에 대해 면역력이 있다. 또한 땅 속에 숨겨진 보물을 파낼 수 있다. 보라 피크민이나 하양 피크민은 매우 귀해, 다른 세 피크민보다 얻기가 어렵다. 보라 피크민과 하양 피크민을 얻으려면 빨강, 파랑, 노랑 피크민을 보라 꽃이나 흰 꽃,하양오니용,보라오니용에 던져야 한다. 보라 꽃이나 흰 꽃은 던전 깊숙한 곳에 있다. 개발자의 장난인건지는 모르겠지만 어떤 보물은 피크민 1000마리가 있어야 운반 할 수 있다. 즉, 보라 피크민이 100마리 이상 있어야 한다는 것이다.
올리마와 루이는 각지에 흩어지는 보물을 호코타테별의 통화로 해 10000 포코 이상 가지고 돌아가는 것이 목적이지만, 전작에 있던 제한 시간이 폐지되었기 때문에(하루의 관념은 종래대로) 10000 포코를 모은 후에도 자유롭게 행동할 수 있다.
전작에 없는 요소로 지하 동굴이 더해졌으며 피크민을 가지면서 다른 색 피크민을 바꿔 가지는 것도 가능하게 되었다.
이번 작은 조작 캐릭터가 두 명이 되었기 때문에, 전작에는 없었던 2 P끼리의 대전 모드도 추가되었다.
또,「피크민 2」의 TV코머셜의 CM송에서는 동요 「풍뎅이」의 가사만 바꾼 노래 「종의 노래」(노래：스트로베리·플라워)가 사용되었다.
다 수리하고 가면 사장님은 루이가 없다는 사실을 알고 올리마외 함께 PNF-404로 가고
올리마는 뒤로 밀리게 된다.

## Wii
이 게임은 게임 큐브의 게임을 Wii의 조작체계로 바꾸는 Wii로 즐기는 시리즈의 일환으로 2009년 3월 15일 출시되었다.

## 평가
| 평가 |                          |
| --- | ------------------------ |
| 통합 점수 통합사 점수 게임랭킹스 (GC) 89.44% [ 4 ] (Wii) 84.00% 메타크리틱 (GC) 90/100 [ 5 ] 평론 점수 평론사 점수 1UP.com A [ 6 ] CVG 9.0 / 10 (Wii) [ 7 ] 유로게이머 9 / 10 (GC) [ 8 ] 8 / 10 (Wii) [ 9 ] 패미츠 36 / 40 [ 10 ] 게임프로 [ 11 ] 게임스팟 9.2 / 10 [ 12 ] 게임존 9.4 / 10 [ 13 ] IGN 9.3 / 10 [ 14 ] 닌텐도 월드 리포트 9 / 10 [ 15 ] 엑스플레이 [ 16 ] |                          |
| 통합 점수 |                          |
| 통합사 | 점수                     |
| 게임랭킹스 | (GC) 89.44% (Wii) 84.00% |
| 메타크리틱 | (GC) 90/100              |
| 평론 점수 |                          |
| 평론사 | 점수                     |
| 1UP.com | A                        |
| CVG | 9.0 / 10 (Wii)           |
| 유로게이머 | 9 / 10 (GC) 8 / 10 (Wii) |
| 패미츠 | 36 / 40                  |
| 게임프로 | [ 11 ]                   |
| 게임스팟 | 9.2 / 10                 |
| 게임존 | 9.4 / 10                 |
| IGN | 9.3 / 10                 |
| 닌텐도 월드 리포트 | 9 / 10                   |
| 엑스플레이 | [ 16 ]                   |